# Physikalisches System
Ein physikalisches System, materielles System oder konkretes System ist ein in der Raumzeit existierendes physikalisches Objekt (oder eine Ansammlung solcher Objekte), das sich als Ganzes in wohldefinierter Weise von seiner Umgebung abgrenzen lässt. Typische Beispiele sind das Sonnensystem, ein Atom, ein Kristall oder ein Fluid. Auch technische Systeme (Beispiel: Uhr) oder biologische Systeme (Beispiel: Zelle) sind gleichzeitig physikalische Systeme. In der Regel wird auch das Universum als physikalisches System aufgefasst, obwohl es keine Umgebung besitzt. Bloße Konzepte, wie z. B. ein kanonisches Ensemble, zählen hingegen nicht zu den physikalischen Systemen.
Jedes physikalische System ist vollständig durch seine Zusammensetzung, seine Umgebung, seine Struktur und die systemintern wirksamen Mechanismen bestimmt. Die Eigenschaften physikalischer Systeme können näherungsweise durch idealisierte physikalische oder mathematische Modelle beschrieben werden. Mit der Steuerung und Regelung physikalischer Systeme befasst sich die Regelungstechnik.
Die systematische Ausarbeitung von allgemeinen Konzepten physikalischer Systeme ist Gegenstand der Philosophie der Physik und der Ontologie. In Naturwissenschaft und Technik ist der Begriff allgegenwärtig, wobei er hier oft entweder als undefinierter Grundbegriff verwendet wird oder sich nur auf eine disziplin-spezifische Untermenge physikalischer Systeme bezieht. Beispielsweise befasst sich die Thermodynamik mit thermodynamischen Systemen.
Die im vorliegenden Artikel verwendete allgemeine Darstellung auf Basis des ZUSM-Modells (ZUSM = Zusammensetzung, Umgebung, Struktur, Mechanismus) orientiert sich an dem Systemkonzept des Physikers und Philosophen Mario Bunge; daneben werden auch verwandte Systemkonzepte anderer Autoren berücksichtigt.

## Zusammensetzung
Die Zusammensetzung eines Systems ist die Menge aller seiner Bestandteile. Bei offenen Systemen (siehe unten) kann sich die Zusammensetzung mit der Zeit ändern. Systeme, die nicht aus anderen Objekten zusammengesetzt sind, werden als einfache Systeme bezeichnet. Beispiele für einfache Systeme sind Elektronen, Quarks oder andere Elementarteilchen. Die meisten physikalischen Systeme sind aus anderen Objekten zusammengesetzt, man spricht dann auch von komplexen Systemen oder Ganzheiten. Jedes physikalische System ist ein Subsystem eines größeren physikalischen Systems. Eine Ausnahme ist das Universum, welches kein Subsystem eines größeren Systems ist.
Für die Bestimmung der Zusammensetzung werden in der Literatur einige Kriterien vorgeschlagen. Bunge unterscheidet in Abhängigkeit von der Stärke der systeminternen Bindungen zwischen zwei Klassen der Zusammensetzung: der Aggregation und der Kombination. Die Aggregation ist eine lockere Zusammenlagerung physikalischer Objekte, wie z. B. die Aneinanderlagerung von Sandkörnern in einem Sandhaufen. Die Kombination resultiert hingegen aus stärkeren Bindungen zwischen den Bestandteilen des Systems. Solche auch als kohäsive Systeme bezeichneten Ganzheiten zeichnen sich oft durch eine mehr oder weniger stark ausgeprägte Beständigkeit aus. In Bunges Theorie physikalischer Systeme sind nur die letztgenannten kohäsiven Systeme physikalische Systeme. Objekte, die keine oder nur schwache Bindungen mit den Systemkomponenten haben, zählen nicht zum System, sondern zur Umgebung (siehe auch nächster Abschnitt).
Andere Autoren definieren die Zusammensetzung nicht über Bindungen, sondern geometrisch als Inhalt eines – je nach konkreter Fragestellung beliebig wählbaren – Raumvolumens. In der Regelungstechnik wird die Systemzusammensetzung oft nach funktionalen Zusammenhängen als die Menge an Objekten definiert, die zusammen einen bestimmten technischen Zweck erfüllen.

## Umgebung und Systemgrenze
Jedes physikalische System – mit Ausnahme des Universums – existiert in einer Systemumgebung, von der es durch seine Systemgrenze getrennt ist. Die Umgebung ist damit als die Menge aller physikalischen Objekte außerhalb des Systems definiert. Bei der Beschreibung eines Systems wird in der Regel nicht die gesamte Umgebung einbezogen. Es werden nur die Objekte der Umgebung, also des nicht zum System gehörenden Rests des Universums, berücksichtigt, die einen relevanten Einfluss auf das System haben.
Die Systemgrenze ist in Bunges Ontologie als die Menge der Systemkomponenten definiert, die direkt mit Objekten aus der Umgebung verknüpft sind. Typische Beispiele sind die Zellwand einer Zelle, die Oberfläche eines Wassertropfens, die Grenzschicht eines Fluids oder die Innenwand eines Rohrs. Bei einer alternativen geometrischen Systemdefinition ist die Systemgrenze hingegen die Oberfläche des Raumvolumens, welches der Systemdefinition zugrunde gelegt ist. In diesem Fall muss die Systemgrenze nicht zwangsläufig mit der Position materieller Objekte zusammenfallen.
Ein physikalisches System und seine Umgebung müssen nicht räumlich voneinander getrennt sein, sondern können sich auch vermischen. Ein Beispiel sind die Elektronen und die Ionen, die in einem Plasma als getrennte Systeme mit jeweils eigener Temperatur betrachtet werden können. Ein anderes Beispiel ist ein chemischer Stoff, der mit anderen Stoffen gemischt ist und chemisch mit ihnen reagiert. Des Weiteren kann eine bestimmte Wechselwirkung zwischen zwei Körpern wahlweise zum System der Körper gezählt werden oder zur Umgebung. Für ein Beispiel siehe die Behandlung der Schwerkraft, wenn man die Hubarbeit im Schwerefeld analysiert.

### Offene, geschlossene und abgeschlossene Systeme
Physikalische Systeme sind aufgrund unvermeidbarer physikalischer Wechselwirkungen, wie z. B. der Gravitation oder Wärmestrahlung, nie völlig von ihrer Umgebung isoliert. Auch durch den Transport von Materie oder Wärme kann sich die Zusammensetzung oder der Zustand eines physikalischen Systems ändern. Der Massen- oder Energietransport kann durch natürliche oder künstliche Barrieren ganz oder teilweise unterbunden sein. Je nach Typ der Isolierung wird unterschieden zwischen offenen Systemen, geschlossenen Systemen und abgeschlossenen Systemen. Offene Systeme können Materie und Energie mit ihrer Umgebung austauschen. Bei geschlossenen Systemen ist kein Materie-, wohl aber ein Energieaustausch mit der Umgebung möglich. Unter einem abgeschlossenen System versteht man ein System, das mit seiner Umgebung weder Materie noch Energie austauscht. Das Universum hat keine Systemgrenze und keine Umgebung; es ist daher weder ein offenes noch ein geschlossenes System.
In der Thermodynamik und statistischen Physik werden offene, geschlossene und abgeschlossene Systeme durch großkanonische, kanonische und mikrokanonische Ensembles beschrieben. Ensembles sind Mengen physikalisch möglicher Systeme, sie sind daher keine realen physikalischen Systeme, sondern abstrakte Konzepte.

## Struktur
Die Gesamtheit aller Relationen eines Systems, untereinander und mit den Komponenten der Umgebung, bildet dessen Struktur. Die Relationen zwischen den Teilen eines Systems werden als interne Struktur oder Endostruktur bezeichnet. Die Relationen zwischen den Systemkomponenten und Objekten aus der Umgebung bilden die externe Struktur oder Exostruktur. Bunge unterscheidet weiter zwischen bindenden Relationen (Verknüpfungen) und nicht-bindenden Relationen. Eine bindende Relation zwischen zwei Objekten x und y liegt vor, wenn sich der Zustand von y ändert, wenn die Beziehung zu x besteht. Andernfalls ist die Relation nicht-bindend. Typische Beispiele für Verknüpfungen sind die Grundkräfte der Physik. Nicht-bindende Relationen sind beispielsweise räumliche oder zeitliche Relationen. So hat z. B. die bloße Tatsache, dass zwei Objekte einen Abstand von einem Meter haben, keine Auswirkung auf die beiden Objekte.

## Mechanismen
Die in den drei letzten Abschnitten erläuterten Konzepte Zusammensetzung, Umgebung und Struktur beschreiben nur Momentaufnahmen von Systemen. Der Zustand realer materieller Systeme kann zwar unter Umständen für gewisse Zeitspannen näherungsweise stationär sein, früher oder später kommt es jedoch stets zu Änderungen. Neben ihrer Entstehung und Vernichtung weisen materielle Systeme in der Regel auch weitere charakteristische dynamische Prozesse auf. Typische Beispiele sind die Funktion einer Uhr, oder die Photosynthese der Chloroplasten. Die charakteristischen Prozesse eines Systems werden als deren Mechanismen oder Funktionen bezeichnet. Die Mechanismen eines Systems können, aber müssen nicht kausaler Natur sein. Bunge unterscheidet zwischen Zustandsänderungen durch Eigenbewegung (Beispiel: Inertialbewegung), durch kausale Prozesse (Beispiel: Stoß zweier Billardkugeln) oder durch zufällige Ereignisse (Beispiel: radioaktiver Zerfall eines Atomkerns).

## Eigenschaften zusammengesetzter Systeme
Die Thermodynamik unterscheidet bei der Zusammensetzung zwischen intensiven und extensiven Größen. Erstere ändern sich nicht mit der Stoffmenge, letztere sind proportional zur Stoffmenge. Sehr oft weisen materielle Systeme aber auch qualitativ neue Eigenschaften auf, die sich unter Umständen radikal von den Eigenschaften ihrer Komponenten unterscheiden. Gelegentlich wird dieses Auftreten qualitativ neuer Eigenschaften in zusammengesetzten Systemen auch als Emergenz bezeichnet. Insbesondere in der Quantenmechanik gibt es zahlreiche Effekte, die sich aus der Verschränkung, der für Quantensysteme spezifischen Form der Zusammensetzung, ergeben. Beispiele sind die Dekohärenz makroskopischer Quantensysteme, die Ausbildung elektronischer Zustände in Atomen, Molekülen oder Festkörpern sowie das Auftreten nichtlokaler Korrelationen in Experimenten zur Bellschen Ungleichung.